# Literaturhaus

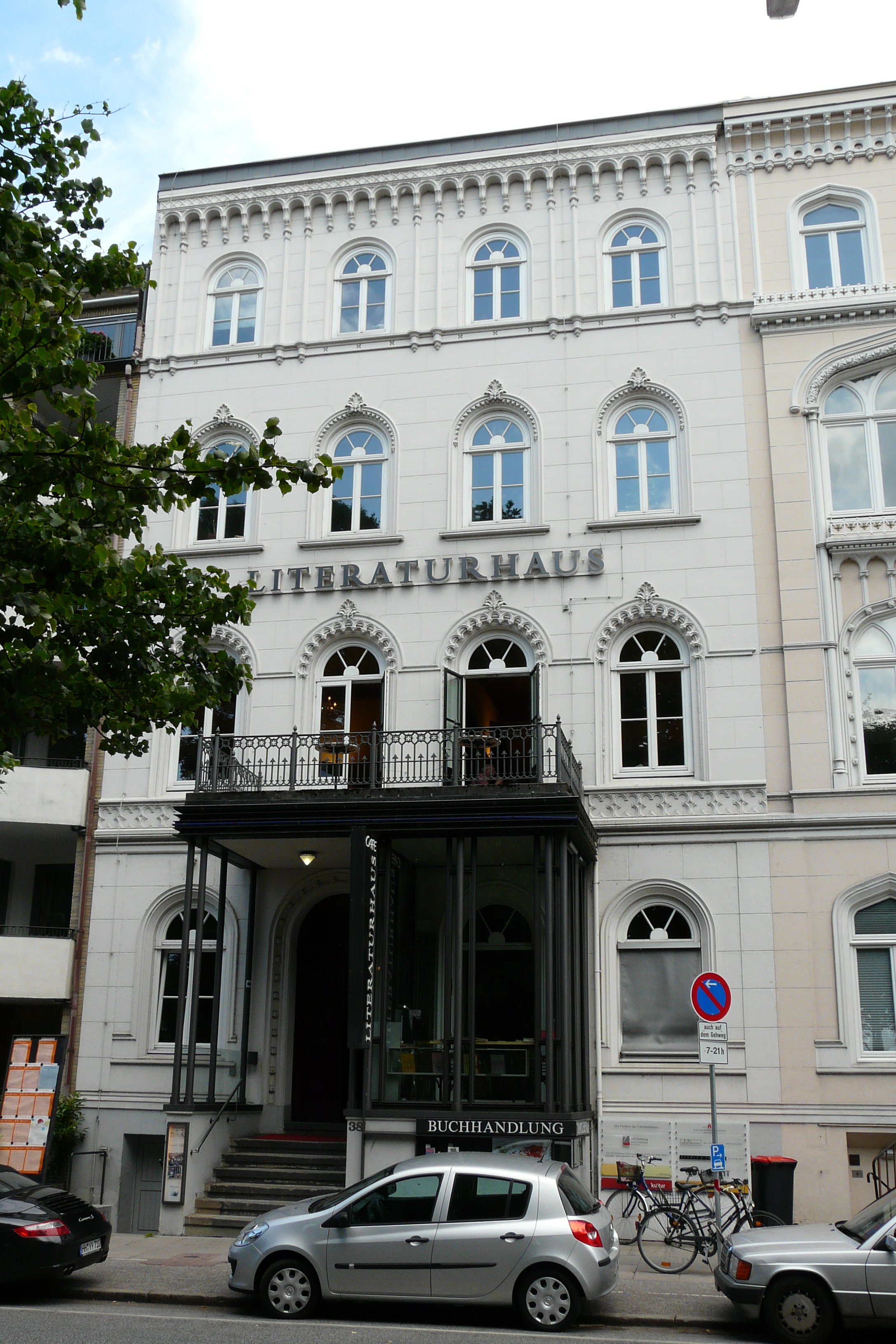
Das Literaturhaus in Hamburg

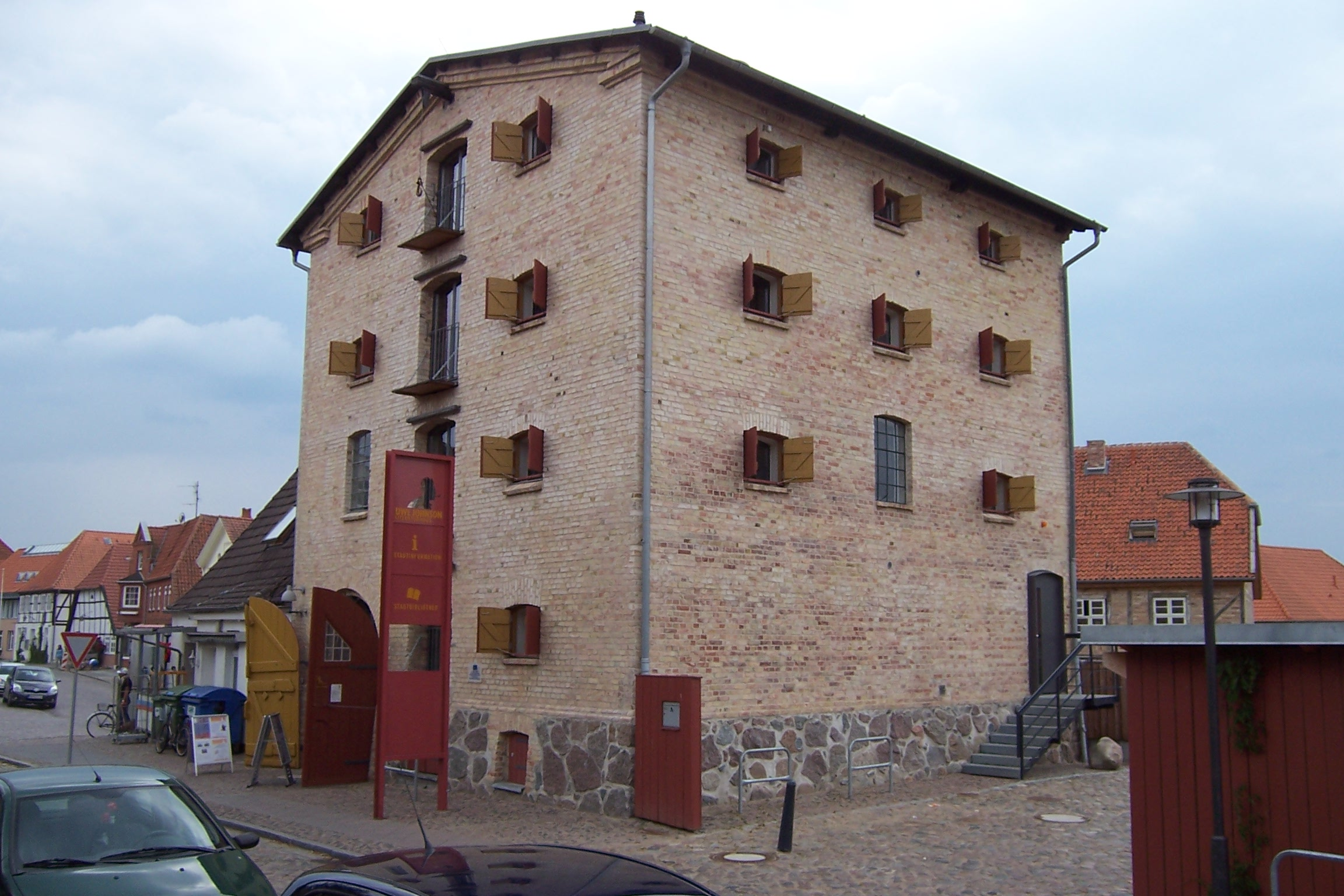
Das Literaturhaus in Klütz

Ein Literaturhaus ist eine Institution, die sich um die Vermittlung von Literatur der Gegenwart bemüht und den Diskurs über Literatur fördert. Es wird von öffentlichen oder privaten Trägern betrieben und ist oft als Verein oder Stiftung organisiert.

## Organisation
Das erste Literaturhaus wurde 1986 in Berlin eröffnet, seitdem sind Literaturhäuser in Hamburg (1989), Frankfurt am Main, Wien und Salzburg (alle 1991) und vielen anderen Städten in Deutschland, Österreich und der Schweiz, aber auch in Italien, Skandinavien, Belgien etc. gegründet worden.
Literaturhäuser haben ihren Sitz entweder in einem eigenen Haus (z. B. Berlin, Hamburg, Frankfurt, München, Salzburg) oder sind Teil eines Hauses oder Hauskomplexes (z. B. Köln, Stuttgart, Leipzig, Basel), manche haben ein enges Naheverhältnis zur lokalen Universität (z. B. Graz, Innsbruck, Klagenfurt). Jedenfalls sind Literaturhäuser in der Regel ganzjährig bespielt, viele machen wie Theater eine Sommerpause.
Die meisten Literaturhäuser erhalten Förderungen der öffentlichen Hand, manche erwirtschaften selbst durch Sponsoring, Vermietung und Verpachtung, Eintrittsgelder und Mitgliedsbeiträge einen Teil des Budgets. Einige Literaturhäuser betreiben ein Café, beherbergen Literatureinrichtungen und Literaturgruppen, führen eine Bibliothek und Mediathek und eine Buchhandlung. Das Literaturhaus in Wien führt darüber hinaus eine umfangreiche Datenbank mit Registern der Buchtitel, Periodika, Zeitungsausschnitte und der Hochschularbeiten zur österreichischen Literatur.
Literaturhäuser sind regional in ihrer Stadt, ihrem Land verankert, strahlen aber durch Kooperationspartner und mit ihrem häufig internationalen und mehrsprachigen Programm oft weit über die Grenzen hinaus. Nach außen tritt ein Literaturhaus meist in Verbindung mit dem jeweiligen Städtenamen auf.
So unterschiedlich Trägerschaft, Konzepte usw. von Literaturhäusern sein können, verantwortlich sind stets ein Literaturhaus-Leiter bzw. eine Literaturhaus-Leiterin und ein Geschäftsführer (manchmal vereint in einer Person).

## Programm
Literaturhäuser veranstalten Lesungen mit bekannten Autoren oder zur Nachwuchsförderung, organisieren Kinder- und Jugendprogramme, Film- und Hörspielabende, Ausstellungen und Workshops, Literaturfeste und Symposien, Vorträge und Podiumsdiskussionen und stellen Literaturübersetzer vor. Viele Literaturhäuser präsentierten ihr Programm in Reihen und setzen regelmäßig Programmschwerpunkte, zum Beispiel zu aktuellen Themen, zur Literatur aus bestimmten Ländern oder Sprachgebieten.

## Netzwerk
Das Netzwerk literaturhaus.net vereinigt 14 Literaturhäuser aus dem deutschen Sprachraum: neun aus Deutschland (Berlin, Hamburg, München, Köln, Stuttgart, Rostock, Leipzig, Göttingen, Wiesbaden), drei österreichische Literaturhäuser (Salzburg, Graz, Wien) und zwei Schweizer (Zürich, Basel) mit eigener Koordinationsstelle in Hamburg. Seit 2002 vergeben die Programmleiter der Literaturhäuser jährlich auf der Leipziger Buchmesse den Preis der Literaturhäuser für außerordentliche Text- und Präsentationsqualitäten an deutschsprachige Autoren. Gemeinsam wird seit 1999 die Aktion Literaturhaus bringt Poesie in die Stadt organisiert: Gedichte werben auf Plakaten, Citylights etc. im öffentlichen Raum für ein lyrisches Verweilen im Alltag der Literaturhaus-Städte.
In Österreich betreiben die Literaturhäuser und Literaturzentren kein eigenes Netzwerk, entwickeln jedoch seit 2003 unter dem Titel mitSprache gemeinsam Projekte und setzen in allen neun Bundesländern überregionale Veranstaltungsschwerpunkte: Literatur & Demokratie (2004), Literatur & 2005 (Preisverleihung an Bettina Balàka und Franz Schuh), Literatur & Identität (2006), Literatur & Medien (2007), Literarische Reportagen auf den Spuren von Joseph Roth (2009/2010), Reden zur Situation (2012, zehn kritische Reden österreichischer Autoren wie z. B. Josef Winkler, Sabine Gruber, Bodo Hell und Ludwig Laher, vorgetragen rund um den Nationalfeiertag an speziellen Orten wie z. B. Wiener Stephansplatz, Grazer Landesgericht für Strafsachen, Fußballstadion Mattersburg).

## Partner
Viele Literaturhäuser arbeiten mit Partnern zusammen. Oft sind es Kooperationspartner aus dem Bereich der Kultur und der Medien, manchmal auch aus der Wirtschaft. Das Netzwerk der Literaturhäuser unterhält etwa seit Jahren eine Medienpartnerschaft mit dem deutsch-französischen TV-Kultursender ARTE.

## Liste der Literaturhäuser
In Deutschland, Österreich und in der Schweiz gibt es Literaturhäuser in vielen größeren Städten
in Deutschland:
- Literaturhaus Augsburg
- Literaturhaus Berlin
- Literaturforum im Brecht-Haus in Berlin
- Literaturhaus Bonn
- Literaturhaus Darmstadt
- Literaturhaus Dortmund
- Literaturhaus Düsseldorf (Heine-Haus)
- Literaturhaus Frankfurt
- Literaturhaus Freiburg (Literatur Forum Südwest)
- Literarisches Zentrum Göttingen
- Literaturhaus Halle
- Literaturhaus Hamburg
- Literaturhaus Hannover
- Literaturhaus Heidelberg
- Literaturhaus Heilbronn
- Literaturhaus Herne
- Literaturhaus Schleswig-Holstein in Kiel
- Literaturhaus Klütz (dem Schriftsteller Uwe Johnson gewidmet)
- Literaturhaus Köln
- Literaturhaus St. Jakobi Hildesheim (ist gleichzeitig eine Kirche)
- Literaturhaus Leipzig
- Literaturhaus Magdeburg
- Literaturhaus München
- Literaturhaus Nordhessen in Kassel
- Literaturhaus Nürnberg
- Literaturhaus Oberhausen
- Literaturhaus Oberpfalz in Sulzbach-Rosenberg
- Literaturhaus Oldenburg
- Literaturhaus Rostock
- Literaturhaus Stuttgart[1]
- Literaturhaus Wiesbaden
- Literaturhaus Wuppertal

in Österreich:
- Literaturhaus Graz
- Literaturhaus am Inn in Innsbruck
- Literaturhaus Krems
- Literaturhaus im Stifterhaus in Linz
- Literaturhaus Mattersburg
- Literaturhaus Salzburg[2]
- Literaturhaus Henndorf
- Literaturhaus Wien[3]
- Literaturhaus Schanett[4]
- Kinderliteraturhaus in Wien

in der Schweiz:
- Literaturhaus Zürich (seit 1999)
- Strauhof Zürich
- Literaturhaus Basel (seit 2000)[5]
- Thurgauische Bodman-Stiftung im Bodman Haus in Gottlieben (seit 2000)[6]
- Aargauer Literaturhaus in Lenzburg (seit 2004)[7]
- Maison de Rousseau et de la Littérature (MRL) in Genf (seit 2012)[8]
- Literaturhaus Zentralschweiz in Stans (seit 2014)[9]
- Casa della Letteratura in Lugano (seit 2019)[10]

in Liechtenstein:
- Literaturhaus Lichtenstein

in den nordischen Ländern:
- LiteraturHaus in Kopenhagen
- Litteraturhuset in Oslo
- Litteraturhuset in Bergen
- Litteraturhuset in Fredrikstad
- Litteraturhuset in Lillehammer
- Göteborgs Litteraturhus in Göteborg

in anderen europäischen Ländern:
- Literaturhaus – Deutsche Bibliothek Den Haag, Niederlande
- Prager Literaturhaus deutschsprachiger Autoren in Prag Tschechien
- Casa delle Letterature in Rom Italien